# Afrihili

O Afrihili (Ni Afrihili Oluga 'a língua afrihili') é uma língua artificial desenhada em 1970 por K. A. Kumi Attobrah (Kumi Atɔbra) para ser usado como língua franca em toda a África. O nome da língua vem da combinação de África com Swahili. Seu criador, nativo de Akrokerri (Akrokɛri), concebeu a ideia originalmente em 1967 durante uma viagem de Dover a Calais. Sua intenção era "promover a unidade e a compreensão entre os diferentes povos do continente, reduzir custos devido a traduções e promover o comércio". Foi criado de tal maneira que era fácil de aprender pelos africanos.
A fonologia, morfologia e sintaxe do afrihili são baseadas em várias línguas africanas, particularmente no suaíli e acã. O léxico vem de outras línguas africanas, bem como de muitas outras fontes de algum modo "africanizadas" para não parecerem estrangeiras, ainda que seu criador não indique qualquer etimologia. Mesmo assim, a semântica se assemelha bastante ao inglês, talvez por causa da sua forte influência no Suahili e no acã.
A língua usa o alfabeto latino mais duas vogais ⟨Ɛ ɛ⟩ e ⟨Ɔ ɔ⟩ , que são usadas nas línguas de Gana. Nomes estrangeiros são foneticamente escritos em vez da grafia original, por exemplo, 'Hastings' é Hestins. Tem dois dígrafos, ⟨ch⟩ e ⟨sh⟩, que têm correspondem no inglês a [tʃ] e [ʃ]. O I e o J são pronunciados como [dʒ] e [j]. Ng não é um dígrafo, como no inglês finger [ŋɡ].

## Exemplos
- Zuri lu – Bom dia
- Zuri masa – Boa tarde
- Zuri bali – Boa noite
- !Afuraho – Saúde!